# Kalamgere, Manvi
Kalamgere là một làng thuộc tehsil Manvi, huyện Raichur, bang Karnataka, Ấn Độ.